# Asiana Airlines

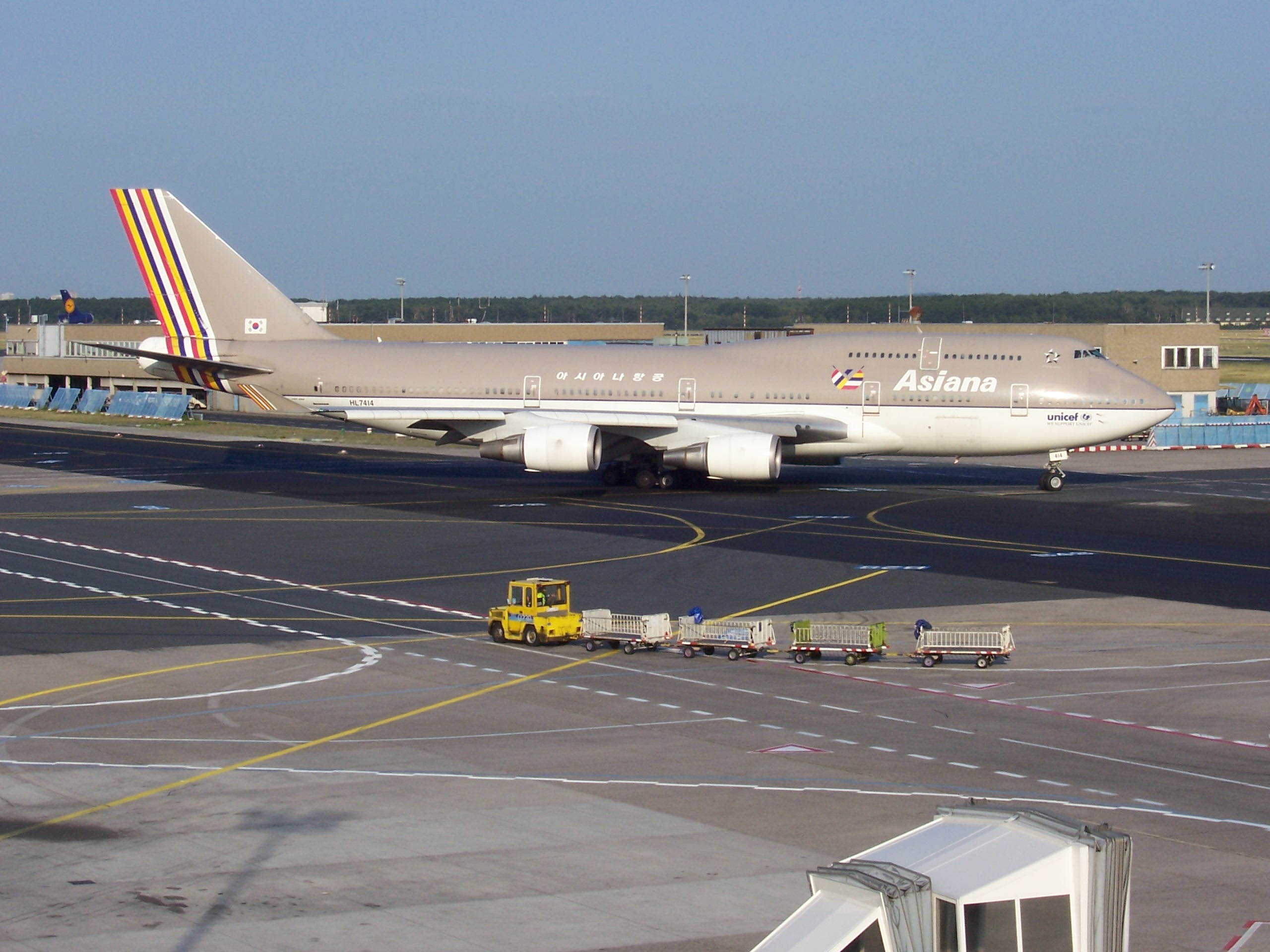
Asiana Airlines Boeing 747-48E

Asiana Airlines (아시아나 항공 Asiana Hanggong KOSDAQ: 020560) este o linie aeriană cu baza în Seul, pe Aeroportul Internațional Incheon, și a doua ca mărime din Coreea de Sud, după Korean Air.
1. ↑  Global LEI index, accesat în 17 septembrie 2024